# Campeonato Europeo de Tiro con Arco en Sala de 2023
El XX Campeonato Europeo de Tiro con Arco se iba a celebrar en Samsun (Turquía) entre el 13 y el 18 de febrero de 2023 bajo la organización de la Unión Europea de Tiro con Arco (WAE) y la Federación Turca de Tiro con Arco, pero debido a la serie de terremotos acontecidos en ese país, tuvo que ser cancelado.